# Доњи Битеш
Доњи Битеш (алб. Bitesh) је насељено место у општини Ђаковица, на Косову и Метохији. Према попису становништва из 2011. у насељу је живело 212 становника.

## Становништво
Према попису из 2011. године, Доњи Битеш има следећи етнички састав становништва:
| Националност | 2011.        |
| Албанци      | 190 (89,62%) |
| Египћани     | 22 (10,38%)  |
| Укупно       | 212          |

| Демографија | Демографија | Демографија |
| Година      | Становника  | Становника  |
| ----------- | ----------- | ----------- |
| 1948.       | 33          |             |
| 1953.       | 53          |             |
| 1961.       | 65          |             |
| 1971.       | 101         |             |
| 1981.       | 159         |             |
| 1991.       | 191         |             |
| 2011.       | 212         |             |